# Frédéric de Solms-Rödelheim
Frédéric de Solms-Rödelheim (30 novembre 1574 - 1649) est un chambellan impérial, conseiller de guerre et colonel de la Guerre de Trente Ans. 

## Biographie
Il est le fils du comte Jean Georges Ier de Solms (mort en 1600). Lorsque l'héritage de son père est divisé en 1607, il reçoit les districts de Rödelheim, Pletenheim et Assenheim. Sa partie du comté de Solms s'appelle Solms-Rödelheim. 
Il devient un officier professionnel, comme chef mercenaire pour le compte de princes ou de villes. Il est mentionné pour la première fois comme participant à la Bataille de Nieuport le 2 juillet 1600 du côté néerlandais sous Maurice de Nassau, qui bat les espagnols commandés par l'archiduc Albert VII d'Autriche. 
En 1608, il est employé par plusieurs villes hanséatiques et il supervise les activités de l'architecte militaire néerlandais Johan van Valckenburgh, qui est employé par les mêmes villes. En 1610, il devient gouverneur de la ville de Düren dans le Duché de Juliers. Il conquiert la ville de Schleiden, le château de Kalkofen et le château de Brede. En 1615, il commande des troupes fournies par la Ligue hanséatique à la ville de Brunswick pour les aider dans leur lutte contre le duc Frédéric-Ulrich de Brunswick-Wolfenbüttel. Le 14 octobre 1615, il brise le siège autour de la ville de Brunswick. 
Après la mort du margrave Joachim-Ernest de Brandebourg-Ansbach, il soutient la veuve du margrave Sophie de Solms-Laubach dans la régence, jusqu'à ce que son fils Frédéric III de Brandebourg-Ansbach ait atteint sa majorité. Après la mort de Frédéric III, il continue ainsi de soutenir Sophie dans la régence jusqu'à ce que son deuxième fils, Albert II de Brandebourg-Ansbach atteigne l'âge adulte le 26 mai 1639. 